# Andrena bisulcata
Andrena bisulcata är en biart som beskrevs av Morawitz 1877. Andrena bisulcata ingår i släktet sandbin, och familjen grävbin. Inga underarter finns listade i Catalogue of Life.